# Полковнику никто не пишет (песня)
«Полковнику никто не пишет» (также — «Полковник») — песня белорусской и российской рок-группы «Би-2». Вошла в саундтрек к российскому фильму «Брат 2», став его главной темой, а также была включена во второй, одноимённый альбом группы. Песня принесла группе широкую известность.

## История

### Текст и музыка
За основу песни был взят текст, написанный по мотивам «Ста лет одиночества» и «Полковнику никто не пишет» Габриэля Гарсиа Маркеса. По словам Егора Бортника (Лёвы Би-2), название пришло от романа Маркеса из-за того, что в детстве Егор и Александр Уман (Шура Би-2) любили читать его произведения. Прямой связи с романом у хита, как сказал Лёва, нет, разве что, только отчасти: их песня лишь поддерживает настроение, которое есть в книге. По статистике, которая была показана Шуре, в год выхода альбома «Би-2» продажа книг Маркеса выросла чуть ли не на сорок процентов. Участники группы спустя года называли песню «проходной», а Лёва — «эмигрантским шансоном».
Автор исходных стихов — Михаил Карасёв, дядя Шуры и «творческий гуру» «Би-2». Предложенный Михаилом текст Лёва Би-2 полностью переработал, оставив только фразу из припева: «Полковнику никто не пишет, полковника никто не ждёт». По рассказу Шуры, аккорды на этом моменте Лёва придумал после одного из «фестивалей сообщества». В итоге получилась песня о Мельбурне, где на тот момент жили Шура и Лёва. По их словам, строчки «Большие города, пустые поезда» пришли в голову во время поездки в наземном метро.

### Первые исполнения и альбом «Би-2»
Впервые раннюю версию песни группа исполнила на своём концерте в Мельбурне 29 октября 1998 года.
8 мая 2000 года окончательный вариант вошёл во второй альбом рок-группы, как одна из композиций. У альбома было две кандидатуры на 11-ю песню: «Невероятная история» и «Полковник», которую в итоге и выбрали. Изначально Sony Music настаивала на том, чтобы назвать альбом по последней песне, но Лёва и Шура всячески отказывались. В итоге был найден компромисс и альбом назвали «Би-2».
Лёва вспоминал, что у «Би-2» было несколько вариантов аранжировки. В один момент группе надоело додумывать мелодию и от песни думали отказаться. Но потом пришла идея сделать ещё один вариант, и в итоге именно он вошёл в альбоме. «Тяжёлая гитара» Шуры является данью уважения группе Sonic Youth.
Когда запись «Полковника» была завершена, музыкантам показалось, что песня звучит очень медленно. Поскольку в то время ещё не было программ, позволяющих сохранить оригинальный тембр голоса при увеличении скорости звучания, когда они ускорили «Полковника», голос Лёвы стал немного выше привычного.

### «Брат 2»
В 2000 году режиссёр Алексей Балабанов в поисках саундтрека к фильму «Брат 2» прослушивал альбомы российских рок-групп, предложенные ему Михаилом Козыревым, и внимание Балабанова привлекли песни тогда ещё малоизвестного коллектива «Би-2». Композиция «Полковнику никто не пишет» прозвучала во время сцены выступления самой группы «Би-2» и расстрела бандитов в подсобных помещениях чикагского рок-клуба «Метро» в финале фильма.
Несмотря на то, что по сюжету сцена происходит в Чикаго, сцена с выступлением «Би-2» была снята в Санкт-Петербурге, в Дворце культуры имени Ленсовета. Ученики Балабанова исполнили роль толпы. Режиссёр договорился с музыкантами, что как минимум одно десятилетие никто из них не будет никому рассказывать о том, что сцена была снята не в Америке.
Изначально планировалось использовать песню «ДДТ» — «Не стреляй!», однако лидер группы Юрий Шевчук отказался от участия в картине, которую счёл «чудовищной, ужасной, отвратительной и националистической». Несмотря на это, концертные афиши группы «ДДТ» всё же встречаются в интерьере клуба.
Кроме «Полковника» в фильме звучат две других песни коллектива — «Варвара» и «Счастье». Все эти три песни вошли в альбом «Брат 2. Музыка к фильму» лейбла REAL Records и в компьютерную игру «Брат 2: Обратно в Америку» вместе с песней группы «Смысловые галлюцинации» «Вечно молодой».

#### Видеоклип
После выхода «Брата 2» Шура и Лёва ждали, когда Балабанов пришлёт им смонтированную версию видеоклипа на популярную песню. В итоге, когда друзья посмотрели окончательный вариант, они, по их же словам, удивились тому, насколько музыкальное видео вышло ужасным. Музыканты были разочарованы тем, что они появляются на видео «от силы раза три». Егор и Александр взяли исходные версии клипа и сделали его заново вместе с Валерием Макущенко. Через полгода на одном из фестивалей участники группы «Би-2» встретились с Сергеем Бодровым-младшим, исполнителем роли Данилы Багрова, и пожаловались ему на плохой клип. Бодров же, в свою очередь, признался: автором первоначального клипа являлся именно он.

## Популярность. Награды
Песня вмиг стала хитом, а с годами — и визитной карточкой коллектива. Песня играла в фильме Сергея Бодрова-младшего «Сёстры» в сцене с появлением Данилы Багрова как deus ex machina. Среди прочих российских фильмов, где играл «Полковник» — «Братство десанта», «День выборов» и «О чём говорят мужчины. Продолжение».
«Полковник» был лауреатом премии «Золотой граммофон» в 2000 году. Композиция «Полковнику никто не пишет» попала в первую пятёрку лучших песен года по версии журнала Fuzz в марте 2001 года. На V церемонии вручения премии издания лучшей была признана песня Вячеслава Бутусова «Гибралтар-Лабрадор», также вошедшая в фильм.
В фильме «Война» Алексея Балабанова звучат песни «Би-2» «Волки» и «Ещё не вечер», а также коллаборация с группой «Сплин» — «Феллини». После смерти Бодрова-младшего Балабанов ни разу не обращался к «Би-2».
Несколько раз, в том числе с самими «Би-2», «Полковнику никто не пишет» исполнялась группой «Агата Кристи».

## Анализ и критика
Татьяна Давыдова в своей научной работе «Интертекстуальность в песнях группы Би-2» высказала мнение, что из-за динамичной музыки создаётся ощущение, будто бы главный герой песни всё время находится в движении. В строчке «Полковника никто не ждёт» она увидела знак того, что персонажу некуда вернуться и у него нет дома. Давыдова думает, что для героя время — это что-то очень скоротечное, подразумевая строку «И время как вода»; по сюжету повести, у «Полковника» есть дом, где он живёт с женой, а в песне усиливается тема «непонимания», время для героя Маркеса тянется медленно, а его «локация» ограничена городом, в котором он находится. Однако всё-таки настроения между романом и песней — никак не отличаются.
Дарья Журкова в своей научной работе, посвящённой фильму «Брат 2», назвала «Полковнику никто не пишет» песней «безусловно, самой музыкально (говоря о саундтреке фильма) яркой, виртуозно нагнетающей состояние угрозы». Журкова считает, что повторяющиеся начальные ноты композиции в «Брате 2» «готовят» зрителя к надвигающейся катастрофе. Дарья посчитала, что именно песня «Би-2» является очень подходящей в сцене расстрела клуба, прежде всего, из-за монтажа и схожего настроения.
По мнению Юрия Доманского, «Полковник» в сцене с клубом «несколько парадоксальным образом переводит жестокую по сути своей сцену в игровой и даже ироничный, какой-то как бы тарантиновский план». Доманский думает, что песня порождает у зрителя своеобразный эффект иронии: «когда и смешно и страшно».